# Precio de la vivienda en Chile

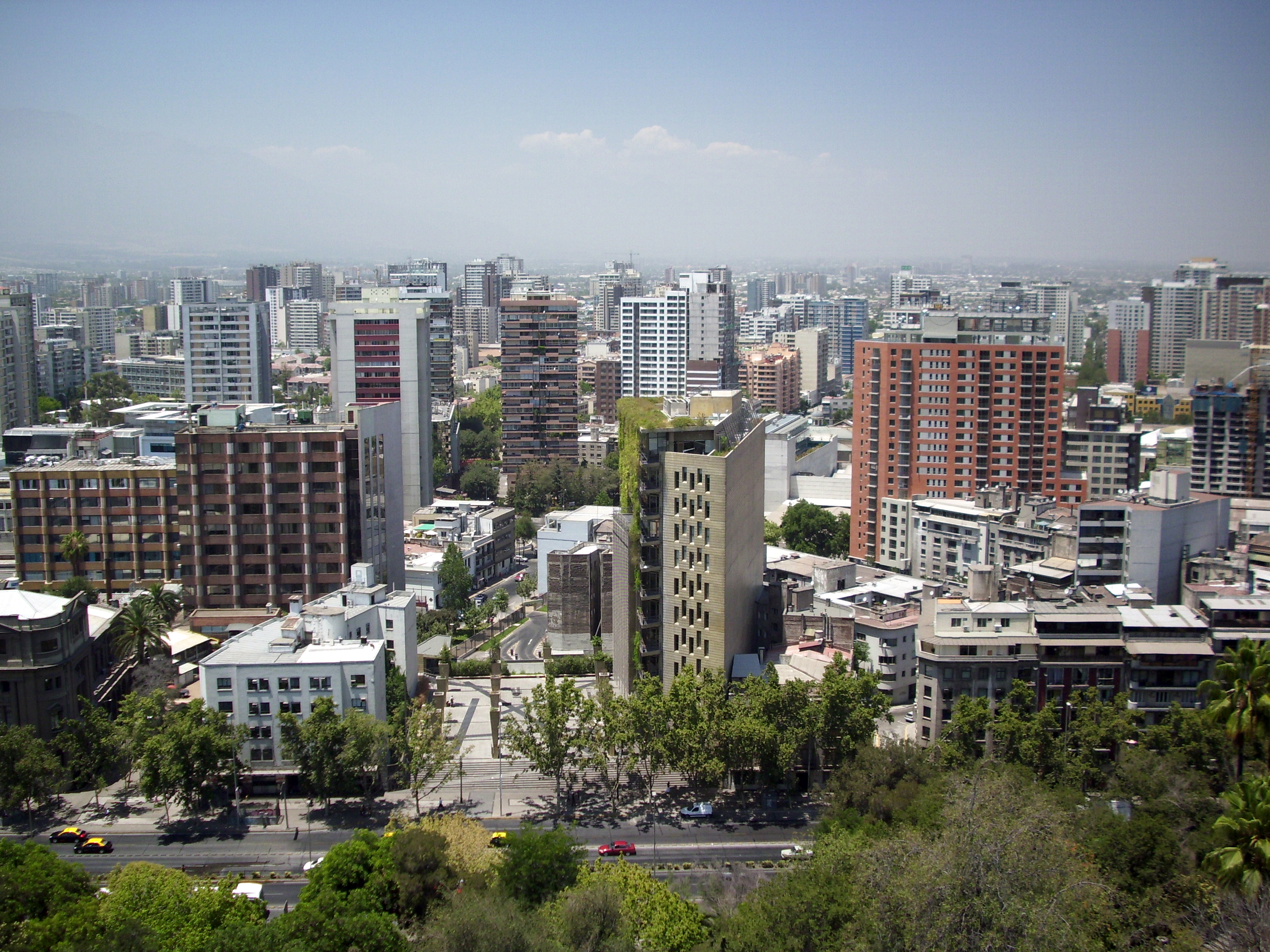
Edificios de departamentos residenciales en Santiago Centro, la comuna chilena con la mayor densidad habitacional por kilómetro cuadrado

El precio de la vivienda en Chile no se encuentra regulado y obedece al comportamiento de la especulación inmobiliaria y la plusvalía, por mutuo acuerdo entre vendedores y compradores, siguiendo las políticas del libre mercado. De acuerdo a estudios del Banco Central de Chile y del Ministerio de Desarrollo Social, la mayoría de los chilenos cuenta con vivienda propia (67,9% de casas o departamentos en 2017), por lo que las transacciones inmobiliarias se realizan principalmente a través de contratos de compraventa; mientras que el mercado de los arriendos representa un 17% del total de las viviendas en el país, siendo el porcentaje restante (15,1%), correspondiente a viviendas cedidas, es decir, que no se paga un valor por ellas mientras se les haga uso.
De acuerdo al Índice de derechos de propiedad de 2020, Chile se ubica en el segundo lugar latinoamericano, después de Uruguay, en otorgar la mayor cantidad de derechos a la propiedad privada, posicionándose a su vez en el puesto número 45 a nivel mundial.

## Valoración del precio de la vivienda
El precio final de una vivienda en Chile está condicionado a diversos factores clasificados en dos categorías: 
- Las características de una vivienda, que pueden ser internas de la propiedad (metros cuadrados construidos y totales, calidad del material construido, número de habitaciones, uso del suelo urbano o rural, etc.) y externas (ubicación, condiciones en el plano regulador, acceso a servicios y transporte público, áreas verdes en las zonas urbanas, etc.).
- Las circunstancias socioeconómicas del momento, determinadas a través de indicadores como el desempleo, crecimiento económico (Indicador Mensual de Actividad Económica, IMACEC), las tasas de interés bancario, tanto de la banca privada como del Banco Central, los flujos migratorios y las políticas de gobierno en materias relacionadas.

Las viviendas urbanas tienden a tener un valor promedio mayor que las viviendas rurales, a excepción de las zonas con una alta demanda turística, en donde pese a que el valor del suelo es menor que en la ciudad, el valor comercial aumenta en sectores con grandes flujos de turistas.
Los factores externos que inciden en la baja de la valoración del precio comercial de una vivienda (minusvalía), son principalmente la proximidad a un vertedero de basura o a una antena, lugares con una alta contaminación acústica y una baja luminosidad (luz diurna y de alumbrado público), así como también la reputación del sector con respecto al nivel socioeconómico y los índices de delincuencia. Como factor interno, las viviendas desocupadas por periodos largos de tiempo también pueden experimentar bajas en la tasación de su valor comercial, dependiendo de las condiciones de habitabilidad en las que se encuentren. De acuerdo al censo de 2017, un 10,7% del total de viviendas censadas se encontraban «desocupadas» (en venta o arriendo, en litigio, abandonadas u otro).

## Políticas gubernamentales

### Soluciones habitacionales
El Gobierno de Chile incentiva a sus ciudadanos a ser propietarios de sus bienes inmuebles, desarrollando políticas públicas llamadas "soluciones habitacionales", que contempla la construcción de viviendas sociales destinadas a los sectores de menores ingresos, entregándoles su respectivo título de dominio para quienes cumplen con una serie de requisitos al momento de postular, tales como su acreditación socioeconómica y un ahorro previo exclusivo para la vivienda en un banco chileno; así como también para la clase media, con el otorgamiento de subsidios habitacionales para la compra de una vivienda, sea nueva o usada. El uso de la propiedad es exclusivo para el beneficiario, quedando prohibida la venta, arriendo o permuta por un plazo mínimo de cinco años. 

### Avalúo fiscal
El avalúo fiscal es el valor no comercial de la propiedad, tasado por el Estado y utilizado para fines tributarios. Se da a conocer mediante un certificado emitido por el Servicio de Impuestos Internos (SII). 

### Exención de IVA
Con la reforma tributaria a partir de 2016, en materia de bienes raíces se liberó del pago del impuesto al valor agregado (IVA) a todos quienes no se dedican al negocio inmobiliario (denominados "compradores no habituales"), facilitando aún más el acceso a la vivienda propia.

### Viviendas fiscales
El Estado chileno es propietario de una cantidad limitada de viviendas, que son generalmente otorgadas para funcionarios del sector público en servicio activo, en especial de las Fuerzas Armadas y Carabineros de Chile, para uso de sus efectivos mientras cumplen misiones fuera de su lugar de origen, por periodos determinados y con obligaciones para sus ocupantes. El resto de las viviendas fiscales, como todos los inmuebles estatales, son administradas por el Ministerio de Bienes Nacionales o por los gobiernos locales (municipalidades).

### Conservador de bienes raíces
El conservador de bienes raíces es el organismo público encargado del registro de propiedades en el país, que incluye todo lo que respecta al registro de las viviendas (compraventas, hipotecas, títulos de dominio, prohibiciones, etc.), habiendo un cobro por cada uno de estos trámites.

## Valores de compraventas
En referencia a datos cuantitativos, el Índice de Precios al Consumidor (IPC) elaborado por el Instituto Nacional de Estadísticas de Chile (INE), incorpora en su informe mensual el ítem de «Vivienda y servicios básicos», donde incluye el valor del arriendo y/o los costos de mantención y reparación estructural de una vivienda para el caso de los propietarios. Paralelamente, el Fondo Monetario Internacional realiza un monitoreo constante del precio de las viviendas en el país, publicando los resultados en un ranking comparativo mundial. Por su parte, la Cámara Chilena de la Construcción elabora informes y publica estadísticas en forma periódica sobre la compra-ventas de viviendas en Chile.
Los valores de las viviendas nuevas, suelen estar expresados en Unidades de Fomento (UF).

## Factores socioculturales en la oferta y demanda

### Factores etáreos
La edad promedio que los jóvenes chilenos dejan el hogar para independizarse es de 27 años, siendo uno de los factores que inciden en la oferta y demanda de viviendas en el país. Del mismo modo, se ha visto un incremento progresivo en las últimas décadas, de adultos mayores que se encuentran viviendo solos, siendo las mujeres mayores de 65 años en situación de viudez las más propensas a esta situación, generando así un impacto producto del envejecimiento de la población que experimenta el país.

### Factores migratorios
Además de la constante migración campo-ciudad que se ha dado de forma natural históricamente en el país, el incremento explosivo de inmigrantes en Chile provenientes del extranjero, en especial de otros latinoamericanos a partir de la década de 2010, ha influido en la demanda para venta y arriendo de propiedades a nivel nacional, principalmente en las grandes ciudades del país.

## Financiamiento privado
La principal opción de financiamiento no estatal para adquirir una vivienda propia en Chile es a través de los créditos hipotecarios que ofrece la banca nacional, al ser el país más bancarizado de América Latina. Las condiciones y requisitos de otorgamiento varían dependiendo la situación socioeconómica del momento en el país, en especial a las tasas de interés emanadas por el Banco Central de Chile. De acuerdo a un ranking publicado por Numbeo en 2021, Chile tiene la tasa de interés más baja latinoamericana de créditos hipotecarios a 20 años plazo y la segunda más baja de toda América, después de Canadá.

## Precio en la Región Metropolitana

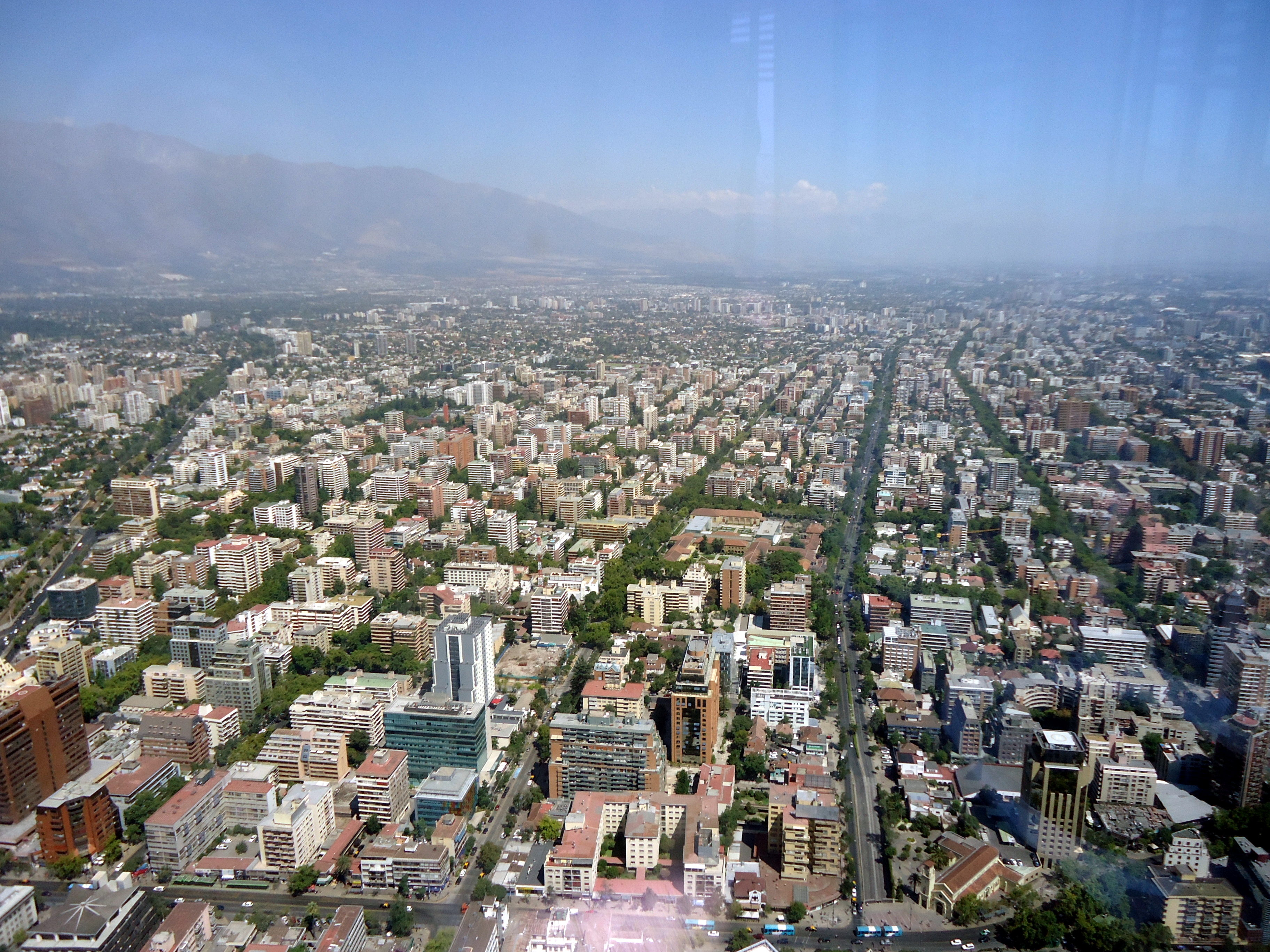
Vista hacia el sector residencial de edificios de Providencia y Ñuñoa.

En Santiago de Chile, la capital nacional y ciudad más poblada del país, es donde se paga un promedio mayor a la media nacional por una vivienda, siendo en algunos barrios del sector nororiente de Santiago donde se paga el precio más alto por metro cuadrado en el país, mientras que en la comuna de Cerrillos el costo promedio comunal más bajo del Gran Santiago. Adicionalmente, el sector de Chicureo, en la comuna de Colina, se ha ido paulatinamente constituyendo en un nuevo polo de desarrollo inmobiliario residencial para los estratos socioeconómicos más altos de la ciudad, con una amplia cantidad de casas agrupadas bajo la modalidad de condominios privados. Sin desmedro de lo anterior y debido a que no existe una sobredemanda en un solo sector de la ciudad que concentre viviendas de calidad, siendo posible encontrar también numerosos proyectos inmobiliarios en constante construcción, incrementando así la oferta y contribuyendo a los altos niveles de índice de desarrollo humano en todos los sectores de Santiago, es que no se ha producido una burbuja inmobiliaria en la ciudad. La comuna de Santiago Centro concentra la mayor densidad de viviendas (casas y departamentos) por kilómetro cuadrado, debido a la alta concentración de edificios de departamentos; mientras que la comuna de Estación Central alberga el mayor promedio de altura de edificios residenciales (23,3 pisos), concentrados principalmente en el sector denominado coloquialmente como Pequeña Caracas.
Cada año, portales especializados en vivienda elaboran un listado en conjunto con las viviendas más caras a la venta en Chile, siendo la más cara de la lista de 2019, una vivienda de 1.500 metros cuadrados construidos en la comuna de Lo Barnechea, avaluada en 8 mil millones de pesos.